# سالم المسلط
سالم المسلط (1959 -)؛ سياسي معارض سوري ورئيس «الائتلاف الوطني لقوى الثورة والمعارضة السورية» ولد في الحسكة سوريا، انتخب المسلط بعد حصوله على 71 صوتا من اجمالي 81 صوتا حضروا الاجتماع بحسب بيان صادر عن الائتلاف. 

## نشأته وحياته العملية
ولد سالم المسلط في الحسكة عام 1959. سافر إلى الولايات المتحدة في 1978 وأتم دراسته في العلوم السياسية. بعد ذلك عمل باحثاً في مركز الخليج للأبحاث في دبي.
شغل منصب نائب مدير عام مركز الخليج للأبحاث في الإمارات العربية المتحدة، من عام 1998 حتى 2011..

## العمل السياسي
- رئيس مجلس القبائل السورية.
- شيخ قبيلة الجبور في سورية والعراق.
- عضو المكتب التنفيذي للمجلس الوطني السوري.
- عضو مؤسس في الائتلاف الوطني السوري.
- كان عضواً في الهيئة العليا للمفاوضات والناطق الرسمي لها.
- عضو الهيئة السياسية للائتلاف في عدد من الدورات.